# Trappistenkloster Val Notre-Dame
Kloster Val Notre-Dame ist seit 2009 ein kanadisches Kloster der Trappisten in Saint-Jean-de-Matha, einem Ort in der Gemeinde Matawinie der Region Québec (Kanada).

## Geschichte
Zwischen 2007 und 2009 schlossen die Trappisten von Kloster Oka westlich Montreal ihr Haus Notre-Dame du Lac und verlegten die Gemeinschaft in die neu erstellten Baulichkeiten von Val Notre-Dame (Madonnental) in Saint-Jean-de-Matha, Bistum Joliette. Das Kloster unterhält ein modernes Gästehaus und vertreibt Süßwaren aus eigener Produktion.
Äbte:
- Yvon-Joseph Moreau (2007–2008; dann Bischof von Sainte-Anne-de-la Pocatière, Kamouraska)
- André Barbeau (2008–)